# Do As Infinity
Do As Infinity (D-A-I) est un groupe de J-pop formé par la chanteuse Tomiko Van, le guitariste Ryo Owatari et le compositeur Dai Nagao. Ce dernier est à l'origine du groupe, il compose et dirige le groupe tout en se tenant en retrait par rapport à Tomiko et Ryo, le nom du groupe est formé à partir de son prénom.
Dai Nagao a composé plusieurs chansons (notamment Free & Easy) pour Ayumi Hamasaki sous le pseudonyme D·A·I.
Le groupe a mis un terme à leur collaboration le 29 septembre 2005 après 6 ans d'existence.
3 ans plus tard le 29 septembre 2008 le groupe s'est reformé.

## Albums
1. Break Of Dawn, paru le : 23/03/2000
2. New World, paru le : 21/02/2001
3. Deep Forest, paru le : 19/09/2001
4. True Song, paru le : 26/12/2002
5. Gates Of Heaven, paru le : 27/11/2003
6. Need Your Love, paru le : 16/02/2005
7. Eternal Flame, paru le : 30/09/2009
8. Eight, paru le : 19/01/2011
9. Time Machine, paru le : 29/02/2012
10. -Do as Infinity- X, paru le : 10/10/2012

À noter que la dernière lettre de chaque album est utilisée comme première lettre de l'album suivant. L'album X étant une exception phonétique.

## Albums Live
1. Do The Live (2003)
2. Live in Japan (2004)
3. Do As Infinity: Final (2006)
4. Do As Infinity "ETERNAL FLAME" ~10th Anniversary~ in Nippon Budokan (2009)
5. Do As Inifnity 13th Anniversary : Dive At It Limited Live 2012 (2013)
6. Do As Infinity 14th Anniversary : Dive At It Limited Live 2013 (2014)

## Compilation
1. Do the Best, paru le : 20/03/2002
2. Do the B-side, paru le : 23/09/2004
3. Do the A-side, paru le : 28/09/2005
4. Do the Best "Great Supporters Selection", paru le : 15/03/2006
5. Minus V, paru le : 15/03/2006
6. The Best of Do As Infinity, paru le 01/01/2014

## Singles
1. Tangerine Dream, paru le : 29/10/1999
2. Heart, paru le : 08/12/1999
3. Oasis, paru le : 26/01/2000
4. Yesterday & Today, paru le : 23/02/2000
5. Rumble Fish, paru le : 02/08/2000
6. We Are., paru le : 29/11/2000
7. Desire, paru le : 24/01/2001
8. Tōku Made, paru le : 25/04/2001
9. Week!, paru le : 20/05/2001
10. Fukai Mori, paru le : 27/06/2001
11. Bōkenshatachi, paru le : 05/09/2001
12. Hi no Ataru Sakamichi, paru le : 27/02/2002
13. Under the Sun/Under the Moon, paru le : 31/07/2002
14. Shinjitsu no Uta, paru le : 30/10/2002
15. Mahou no Kotoba (Would You Marry Me?), paru le : 11/06/2003
16. Honjitsu wa Seiten Nari, paru le : 25/09/2003
17. Hiiragi, paru le : 06/11/2003
18. Rakuen, paru le : 15/12/2004
19. For the Future, paru le : 19/01/2005
20. Tao, paru le : 27/07/2005
21. ∞1, paru le : 17/06/2009
22. Kimi ga Inai Mirai, paru le : 20/01/2010
23. ∞2, paru le : 16/06/2010
24. Jidaishin -11th Anniversary- exclusive, paru le : 29/09/2010
25. Chikai, paru le 27/07/2011
26. Adriadne no Ito, paru le 07/09/2011
27. Tasogare, paru le : 16/11/2011
28. Mysterious Magic, paru le 10/12/2014

## Collaboration
1. Love for Nana ~Only 1 Tribute~ 16/03/2005